# Ducato di Alençon

Stemma dei conti di Alençon

La Francia nel 1477

La contea di Alençon, che in seguito divenne il ducato di Alençon, fu istituita relativamente tardi.

## Storia
La contea di Alençon fu rilevata dal ducato di Normandia, quando fu acquistata nel 1220 dagli eredi di Roberto I di Alençon, da parte del re di Francia Filippo Augusto.
Nel marzo 1268 il nipote del re Luigi IX la donò al suo quinto figlio, Pietro I.
Quest'ultimo essendo morto senza figli nel 1283, la contea di Alençon venne restituita alla corona di Francia e  nel 1286 venne donata dal re Filippo il Bello, assieme alla contea del Perche, in appannaggio a suo fratello, Carlo di Valois, conte di Valois.
Nel 1414 la contea di Alençon è stata eretta a parìa di Francia.
Nel 1607 il ducato di Alençon fu riunito ai domini reali francesi.